# CE-240
A CE-240 é uma rodovia brasileira do estado do Ceará. Interliga vários municípios do norte do Ceará, entre eles: Meruoca, massapê, Coreaú, distrito de Araquém, distrito de Bela Vista na BR-222. Alguns trechos recebem diferentes denominações personativas. Por exemplo, o trecho que liga Meruoca a Massapê de acordo com a LEI N. 14.346, DE 19.05.09 (Diário Oficial do Estado do Ceará) recebe o nome de Rodovia José Euclides Ferreira Gomes Junior

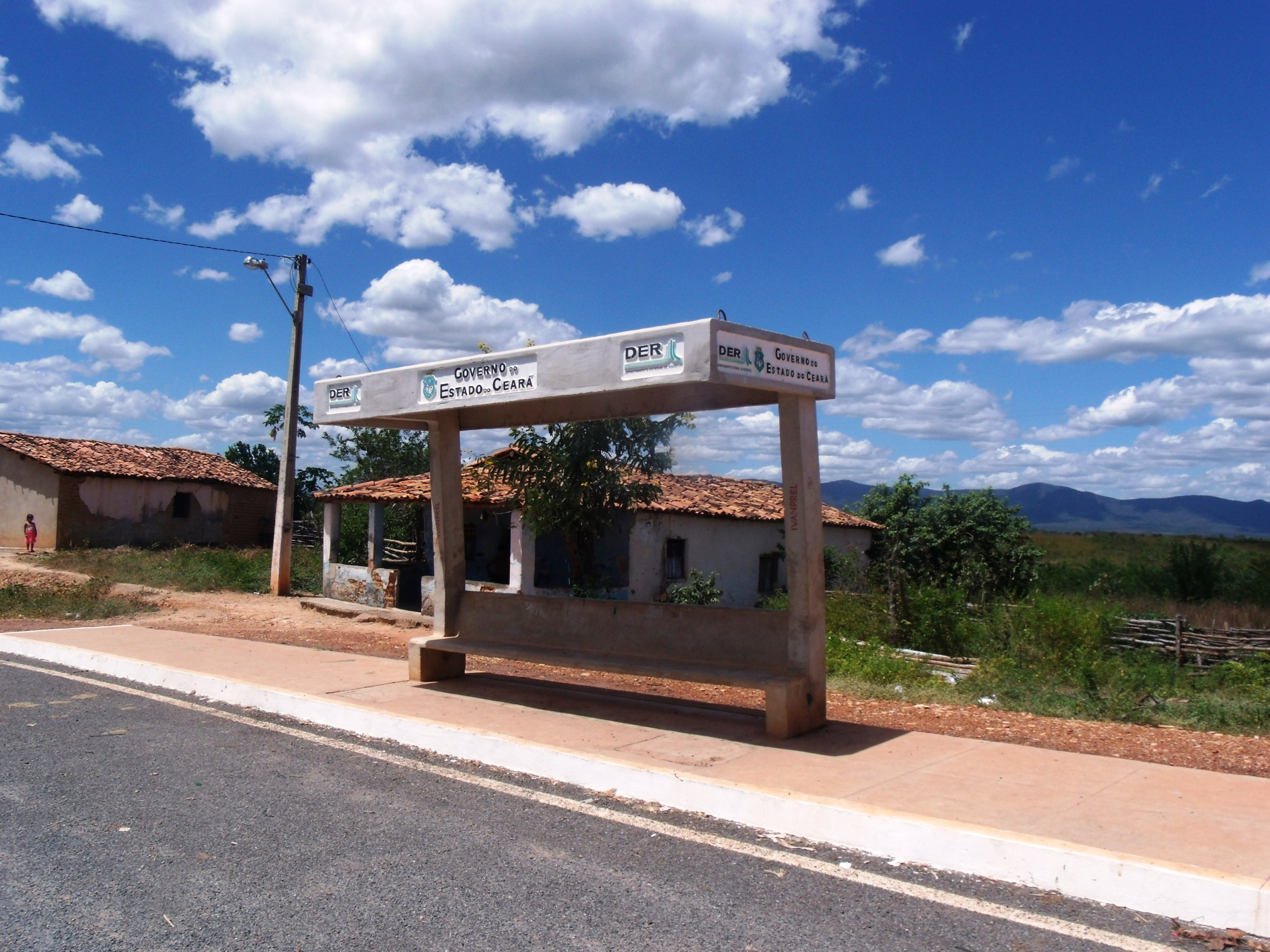
Ponto de ônibus no povoado Boqueirão.

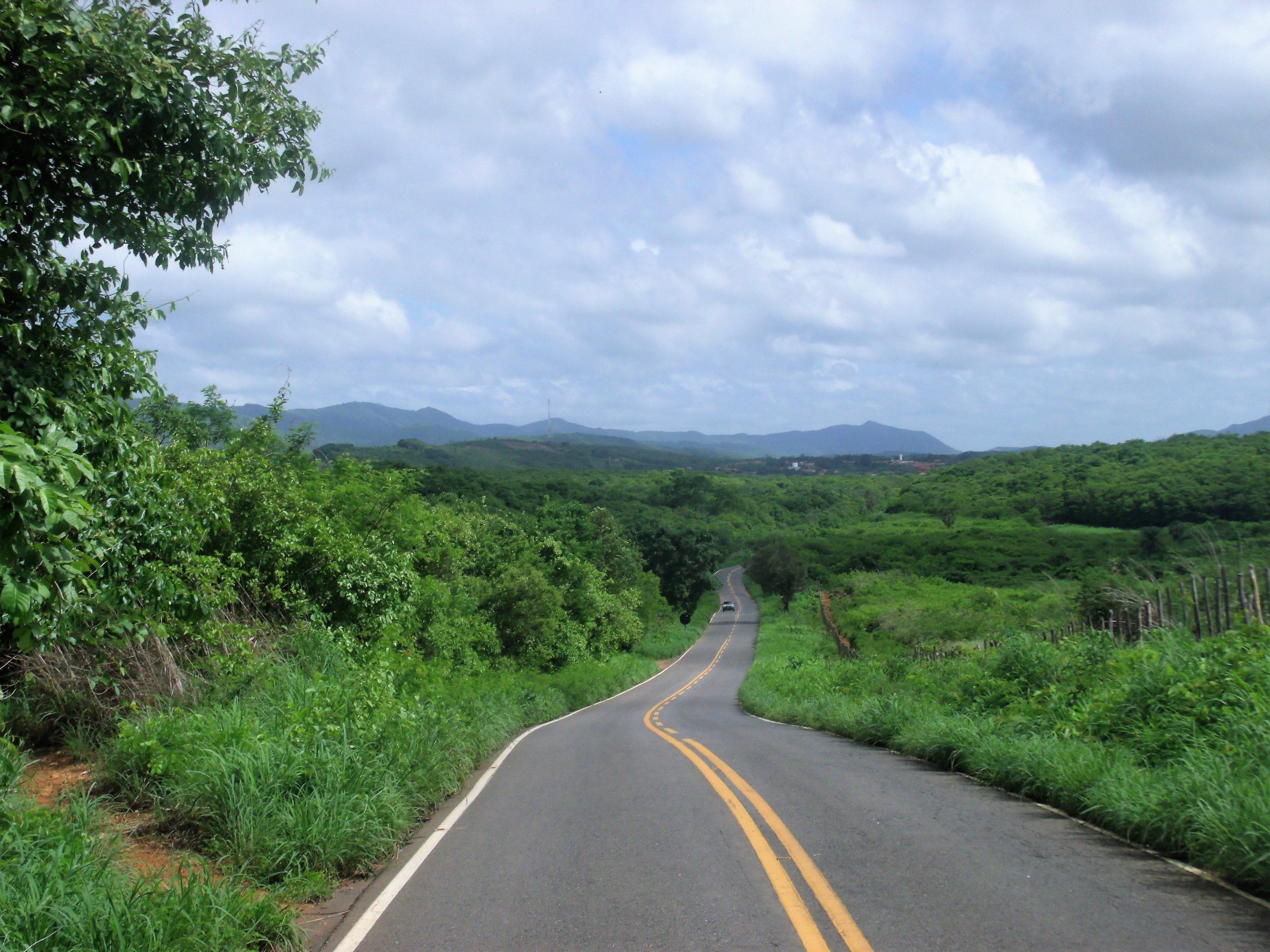
Trecho nas proximidades de Arapá, em Tianguá.

Já o trecho que liga Coreaú ao Araquém denomina-se Gerardo Cristino, em homenagem ao pai do deputado federal (PDT) coreauense José Leônidas Menezes Cristino. O trecho  que liga o Araquém  ao distrito de Arapá, em Tianguá recebeu a denominação de Aprígio Teles Mascarenhas, conterrâneo de Araquém. 

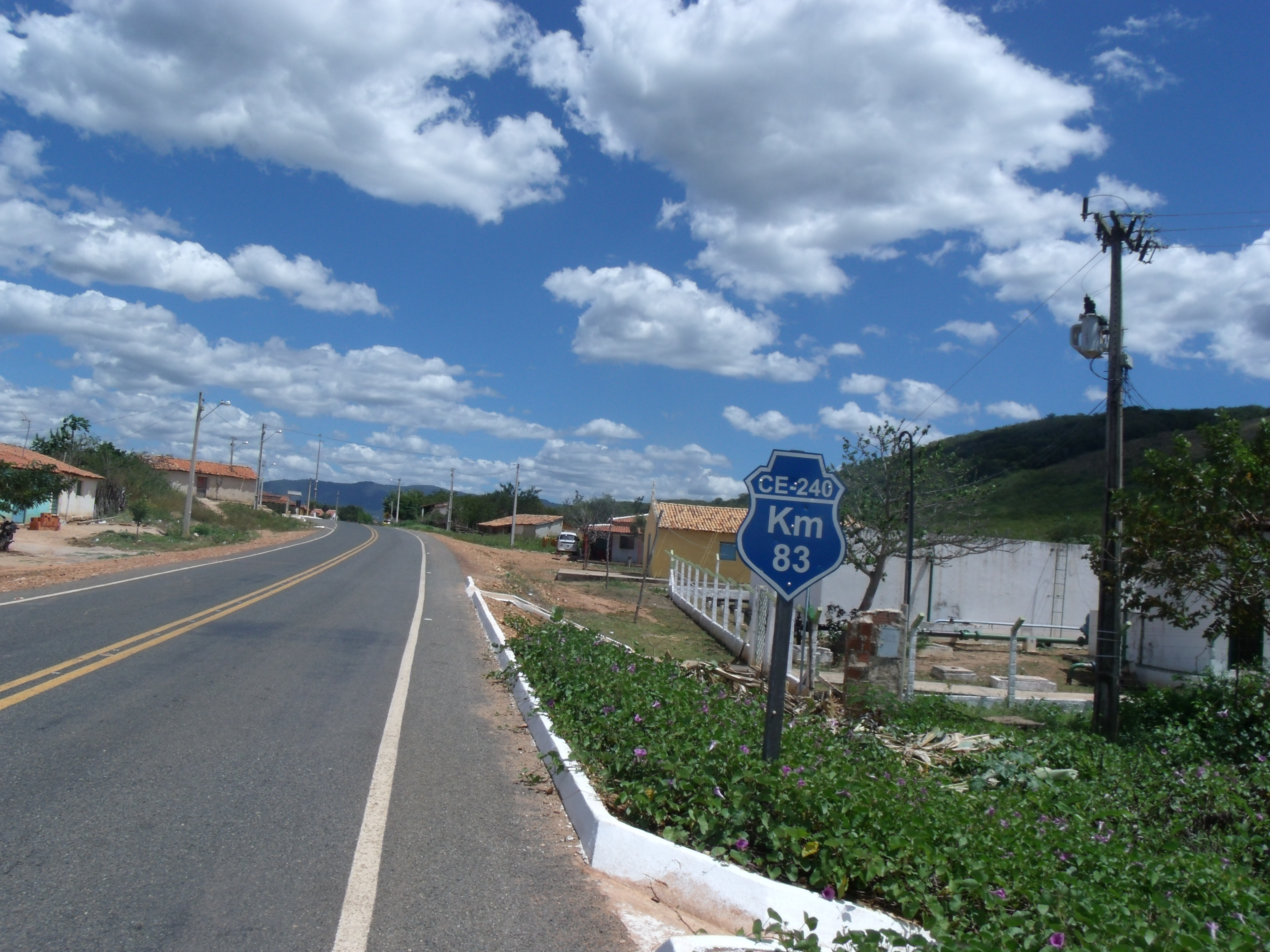
Km 83 no povoado Boqueirão em Coreaú.